# 北歐十字

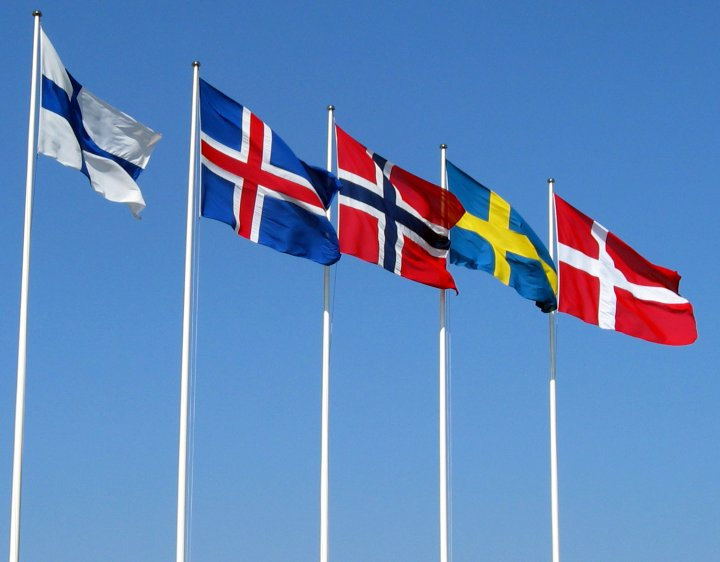
北歐五國，從左至右：芬蘭、冰島、挪威、瑞典、丹麥的國旗

北歐十字（英语：Nordic cross），或斯堪的納維亞十字（英语：Scandinavian cross）是源自北歐地區的旗幟圖案；現時北歐國家的國旗上全都有北歐十字圖案，但也有其他地區的旗幟上有此圖案。圖案中的十字是基督教的象徵。它可以被視為把希臘十字（所有臂長相等）放在旗幟中央，然後把十字水平移向旗桿方向，再把四臂延展至旗的邊緣。

## 北欧十字在北欧
此圖案首先出現於歷史上第一面國旗──丹麥國旗，之後，瑞典、挪威、芬蘭、冰島和它們的一些分區受到啟發，也跟隨使用此圖案於其旗幟上，其中挪威國旗是首個使用三色北歐十字圖案的旗幟。雖然這些旗幟同樣使用北歐十字圖案，但它們各有其歷史和意義。
早年丹麥曾統一北歐並建立了卡爾馬聯盟，而北歐君主國的皇族大多為古代丹麥王國的後裔與遠親，北歐十字也成為北歐諸國最經典的共同象徵。

### 现今使用的旗帜

#### 主权国家
- 丹麥國旗
- 挪威國旗
- 冰島國旗
- 瑞典國旗
- 芬蘭國旗

#### 地方旗帜
- 法罗群岛旗帜
- 奥兰旗帜
- 博恩霍爾姆島旗
- 东卡累利阿
- 奧克尼旗幟
- 斯堪尼地区旗幟

### 历史上使用的旗帜
- 卡爾馬聯盟國旗(1397–1524)
- 瑞典-挪威聯合下的瑞典國旗（1844─1905）
- 瑞典-挪威下的挪威國旗（1844─1899）
- 奧爾登堡大公國民用旗（1871－1918)
- 早期的非正式国旗“蓝白色旗”（Hvítbláinn），在1900年间被冰岛共和主义者使用。这面旗与设德兰群岛旗相似。
- 冰岛国旗备选旗帜（1914年）

## 爱沙尼亚北欧十字
在2001年，愛沙尼亞政治家Kaarel Tarand建議國旗由三色旗改成顔色相同的北歐十字旗。支持者認為，三色旗給愛沙尼亞一个後蘇聯時代的東歐國家的形象，而改為北歐十字旗象徴該國是一個北歐国家。
- 爱沙尼亚国旗备选旗帜
- 爱沙尼亚国旗备选旗帜
- 爱沙尼亚国旗备选旗帜

## 德国北欧十字
- 1919年左右的一種德國國旗草案
- 1944年左右的一種德國國旗草案
- 7月20日密謀案主使提出的德國國旗草案
- 1948年左右的一種德國國旗草案
- 條頓騎士團旗幟
- 奧爾登堡大公國國旗
- 納粹德國戰旗

## 格陵兰北欧十字
格陵兰曾在不同时期提出过基于北欧十字的旗帜提案：
- 1973年的格陵兰旗帜提案
- 1984年的格陵兰旗帜提案，此提案以微弱的票数输給了現今的旗帜。
- 1991年的格陵兰旗帜提案
- 基於丹麦国旗的格陵兰旗帜提案

## 印度北歐十字
- 米佐拉姆邦

## 巴拉圭北欧十字
- 巴拉圭阿曼拜省

## 苏格兰北欧十字
由于苏格兰的设德兰群岛和奥克尼群岛曾是挪威的领土，所以这两个行政区的旗帜也使用了北欧十字。
- 设德兰群岛国旗
- 奥克尼群岛国旗

## 其它北歐十字
- 俄罗斯斯塔夫罗波尔边疆区区旗
- 維普斯人旗幟
- 英格里亞旗幟
- 科米人

## 历史上的北欧十字
- 德意志帝國
- 波羅的海聯合公國
- 納粹德國軍艦旗
- 條頓騎士團國
- 條頓騎士團國